# Протопопово (Татарстан)
Протопо́пово — деревня в Буинском районе Республики Татарстан, в составе Мокросавалеевского сельского поселения.

## Этимология названия
Топоним произошёл от антропонима «Протопопов».

## География
Деревня находится на реке Карла, в 19 километрах к западу от города Буинск.

## История
Деревня основана в 1650-х годах дворянами Игнатием и Василием Протопоповыми. В дореволюционных источниках упоминается также как Кувшиновка, Кушниково, Богородское, Павлиновка.
До реформы 1861 года жители относились к категории помещичьих крестьян. Занимались земледелием, разведением скота.
В начале XX века здесь функционировали Троицкая церковь (построена в 1817 году; памятник архитектуры), земская школа. В этот период земельный надел сельской общины составлял 900,7 десятины.
До 1920 деревня входила в Рунгинскую волость Буинского уезда Симбирской губернии. С 1920 года в составе Буинского кантона ТАССР. С 10 августа 1930 года в Буинском районе.

## Население
| 1859 | 1897  | 1913  | 1920   | 1926   | 1938  | 1949  | 1958  | 1970  | 1979  | 1989  | 2002  | 2010  |
| ---- | ----- | ----- | ------ | ------ | ----- | ----- | ----- | ----- | ----- | ----- | ----- | ----- |
| 535  | 781 ↗ | 960 ↗ | 1002 ↗ | 1290 ↗ | 468 ↘ | 394 ↘ | 247 ↘ | 209 ↘ | 159 ↘ | 115 ↘ | 122 ↗ | 100 ↘ |

В 2002 году чувашей - 60%, русских - 36%.

## Экономика
Полеводство.

## Социальная инфраструктура
Средняя школа, детский сад.

## Транспортная инфраструктура
Через деревню проходит автомобильная дорога регионального значения 16 ОП РЗ 16К-0612 (Вольный Стан - Яшевка).

## Религиозные объекты
Троицкая церковь (построена в 1817 году; памятник архитектуры).